# 谷田成吾
谷田成吾（やだ せいご、1993年5月25日 - ）は、埼玉県川口市出身の元プロ野球選手（外野手）、経営者。2019年12月19日から2023年1月31日まで、四国アイランドリーグplus・徳島インディゴソックスの取締役兼球団代表を務めた。2023年5月から2024年3月まで、関西独立リーグ（さわかみ関西独立リーグ）の専務理事を務めた。

## 経歴
慶應義塾高校時代に1年次から4番を打ち、高校通算76本塁打。慶應義塾大学時代に東京六大学通算15本塁打を打ち、「高橋由伸2世」とも呼ばれるなど注目された。
大学4年次の2015年にドラフト会議において上位指名が予想されたが、大学の同期である山本泰寛が読売ジャイアンツ、横尾俊建が北海道日本ハムファイターズに指名される中での指名漏れとなった。ドラフト前にはNPB11球団から調査書が届いていたという。
卒業後は社会人野球JX-ENEOSに所属。1年目には社会人日本代表に選ばれ4番も務めたが、2年後の2017年のドラフト会議でも指名されず、2018年3月にJX-ENEOSを退社する。MLB球団からの誘いがあり、プロ野球選手になる手段としてマイナーのキャンプやトライアウトに参加する。参加に際してはクラウドファンディングで渡航費用を集めた。合計8球団のキャンプやトライアウトに参加したが契約には至らなかった。
北米の独立リーグなどのオファーもあったが、独立リーグである四国アイランドリーグplusの徳島インディゴソックスからオファーを受け、2018年5月2日に入団。入団の際、「今年（2018年）のドラフト指名されなければ野球をやめる」と話し、2018年のドラフト会議で指名されなかったため、野球選手から引退して一般就職すると述べた。11月1日に今シーズン限りでの退団が正式に発表された。
選手引退後はIT企業に勤務していたが、2019年12月19日、同日付で徳島の取締役兼球団代表に就任することが発表され、経営スタッフとして約1年ぶりに徳島球団に復帰した。
2022年8月12日、社会人時代の同僚だった内田聖人を徳島対愛媛マンダリンパイレーツ戦（JAアグリあなんスタジアム）の始球式に招き、内田は日本での始球式における最速となる150km/hを記録した。
2023年1月31日、徳島球団運営会社取締役と球団代表を同日付で退任することが発表された。退任コメントの中で「これからも前向きなチャレンジを続けて参りますので、またどこかで皆さんとお会いできる日を楽しみにしております」と記したが、今後については明示しなかった。2023年5月2日、関西独立リーグ（さわかみ関西独立リーグ）の専務理事に就任したことが発表された。2024年4月2日に、谷田が専務理事を退任したことが発表された。7月28日に社会人クラブチームの全川崎クラブに加入し現役復帰したことをSNS上で発表した。

## 選手としての特徴・人物
高校通算76本塁打、東京六大学リーグ通算15本塁打を誇る長打力が持ち味で、同じ慶應義塾大学出身で左打ちの高橋由伸と重ね合わせて「由伸2世」と呼ばれた。

## 詳細情報

### 年度別打撃成績
| 年 度    | 球 団    | 打 率 | 試 合 | 打 席 | 打 数 | 得 点 | 安 打 | 二 塁 打 | 三 塁 打 | 本 塁 打 | 打 点 | 三 振 | 四 球 | 死 球 | 犠 打 | 犠 飛 | 盗 塁 | 長 打 率 | 出 塁 率 | 併 殺 打 |
| -------- | -------- | ----- | ----- | ----- | ----- | ----- | ----- | -------- | -------- | -------- | ----- | ----- | ----- | ----- | ----- | ----- | ----- | -------- | -------- | -------- |
| 2018     | 徳島     | .292  | 49    | 200   | 171   | 29    | 50    | 8        | 3        | 3        | 24    | 39    | 23    | 5     | 0     | 1     | 5     | .426     | .390     | 2        |
| 通算:1年 | 通算:1年 | .292  | 49    | 200   | 171   | 29    | 50    | 8        | 3        | 3        | 24    | 39    | 23    | 5     | 0     | 1     | 5     | .426     | .390     | 2        |

- 2018年度シーズン終了時

### 背番号
- 5（2018年）

### 代表歴
- 第9回AAAアジア野球選手権大会日本代表
- 2015年夏季ユニバーシアード野球日本代表